# Slag aan de Isonzo (489)
De Slag aan de Isonzo vond plaats in augustus 489, in Noord-Italië tussen het Ostrogotisch leger onder leiding van Theodorik de Grote en het Germaanse huurlingenleger van Odoaker. De slag werd gewonnen door de Ostrogoten en het noorden van Italië viel in hun handen.

## Achtergrond
In 476 had het Germaanse stamhoofd Odoaker de laatste West-Romeinse keizer afgezet en zichzelf uitgeroepen tot koning van Italië. Odoaker zond de keizerlijke regalia naar Zeno in Constantinopel, waarmee Odoaker zichzelf onderwierp aan Zeno. Het West-Romeinse Rijk kreeg geen nieuwe keizer en hield op te bestaan.
De relatie tussen Odoaker en Zeno verslechterde echter snel en Zeno ondernam pogingen Odoaker af te zetten. In 488 gaf hij opdracht aan Theodorik om met zijn Ostrogoten Italië binnen te vallen. Theodorik probeerde dit verschillende malen, maar werd steeds teruggedreven door de legers van Odoaker. Uiteindelijk lukte het om in het voorjaar van 489 vaste voet te krijgen in de Julische Alpen ten Noorden van Odoakers koninkrijk en van daaruit slaagde hij erin om Italië binnen te komen.
In augustus botste het leger van Theoderik op het leger van Odoaker. Aan de Isonzo raakten de legers slaags. Ditmaal waren de Ostrogoten in het voordeel en behaalden zij een overwinning. In september zouden de tegenstanders elkaar treffen, bij Verona.
Abrittus · Naissus · Moeresloel · Adrianopel · Frigidus · Pollentia · Verona · Florence · Arles (430) · Ravenna · Catalaunische Velden · Orléans · Urbicus · Kaap Bon · Bolia · Isonzo · Ulca · Verona  · Adda · Vouillé · Taginae · Arles (458)